# جون ديفيس (رباع)
جون ديفيس (بالإنجليزية: John Davis) هو رباع أمريكي، ولد في 12 يناير 1921 في سميثتاون في الولايات المتحدة، وتوفي في 13 يوليو 1984 في ألباكركي في الولايات المتحدة.

## وصلات خارجية
- جون ديفيس على موقع اللجنة الأولمبية الدولية (الإنجليزية)
- جون ديفيس على موقع أوليمبيديا (الإنجليزية)